# Тылгыскан
Тылгыскан — река в Мелеузовском районе Башкортостана. Устье реки находится в 1,6 км по правому берегу реки Земзя. Длина реки составляет 15 км.

## Данные водного реестра
По данным государственного водного реестра России относится к Камскому бассейновому округу, водохозяйственный участок реки — Нугуш от истока до Нугушского гидроузла, речной подбассейн реки — Белая. Речной бассейн реки — Кама.
Код объекта в государственном водном реестре — 10010200312111100018023.